# Third Division 1991-1992
La Third Division 1991-1992 è stato il 65º campionato inglese di calcio di terza divisione, l'ultimo con questa denominazione. Nella stagione successiva, infatti, l'introduzione della Premier League, come nuova massima serie, determinò il declassamento delle prime tre divisioni professionistiche (rimaste sotto l'egida della Football League), che scesero tutte di un livello nella piramide calcistica inglese. La Third Division prese così il posto della vecchia Fourth Division e conseguentemente venne avvicendato come nuovo torneo di terza serie dalla vecchia Second Division.

## Stagione

### Formula
Dopo la modifica della stagione precedente, il regolamento di promozioni e retrocessioni torna ad essere quello consueto. Quindi, prime due classificate che salgono direttamente nella nuova First Division, terza promozione assegnata tramite play off fra le squadre giunte dal 3º al 6º posto ed ultime quattro che scendono nella nuova Third Division.

## Squadre partecipanti
| Squadra              | Città                           | Stadio                   | Stagione precedente                      |
| -------------------- | ------------------------------- | ------------------------ | ---------------------------------------- |
| Birmingham City      | Birmingham                      | St Andrew's              | 12º posto in Third Division              |
| Bolton Wanderers     | Bolton                          | Burnden Park             | 4º posto in Third Division               |
| Bournemouth          | Bournemouth                     | Dean Court               | 9º posto in Third Division               |
| Bradford City        | Bradford                        | Valley Parade            | 8º posto in Third Division               |
| Brentford            | Londra (Hounslow)               | Griffin Park             | 6º posto in Third Division               |
| Bury                 | Bury                            | Gigg Lane                | 7º posto in Third Division               |
| Chester City         | Chester                         | Moss Rose (Macclesfield) | 19º posto in Third Division              |
| Darlington           | Darlington                      | Feethams Ground          | 1º posto in Fourth Division, promosso    |
| Exeter City          | Exeter                          | St James Park            | 16º posto in Third Division              |
| Fulham               | Londra (Hammersmith and Fulham) | Craven Cottage           | 21º posto in Third Division              |
| Hartlepool United    | Hartlepool                      | Victoria Park            | 3º posto in Fourth Division, promosso    |
| Huddersfield Town    | Huddersfield                    | Leeds Road               | 11º posto in Third Division              |
| Hull City            | Kingston upon Hull              | Boothferry Park          | 24º posto in Second Division, retrocesso |
| Leyton Orient        | Londra (Leyton)                 | Brisbane Road            | 13º posto in Third Division              |
| Peterborough United  | Peterborough                    | London Road              | 4º posto in Fourth Division, promosso    |
| Preston North End    | Preston                         | Deepdale                 | 17º posto in Third Division              |
| Reading              | Reading                         | Elm Park                 | 15º posto in Third Division              |
| Shrewsbury Town      | Shrewsbury                      | Gay Meadow               | 18º posto in Third Division              |
| Stockport County     | Stockport                       | Edgeley Park             | 2º posto in Fourth Division, promosso    |
| Stoke City           | Stoke on Trent                  | Victoria Ground          | 14º posto in Third Division              |
| Swansea City         | Swansea                         | Vetch Field              | 20º posto in Third Division              |
| Torquay United       | Torquay                         | Plainmoor                | 7º posto in Fourth Division, promosso    |
| West Bromwich Albion | West Bromwich                   | The Hawthorns            | 23º posto in Second Division, retrocesso |
| Wigan Athletic       | Wigan                           | Springfield Park         | 10º posto in Third Division              |

## Classifica finale
|  | Pos. | Squadra           | Pt | G  | V  | N  | P  | GF | GS | DR  |
|  | ---- | ----------------- | -- | -- | -- | -- | -- | -- | -- | --- |
|  | 1    | Brentford         | 82 | 46 | 25 | 7  | 14 | 81 | 55 | +26 |
|  | 2    | Birmingham City   | 81 | 46 | 23 | 12 | 11 | 69 | 52 | +17 |
|  | 3    | Huddersfield Town | 78 | 46 | 22 | 12 | 12 | 59 | 38 | +21 |
|  | 4    | Stoke City        | 77 | 46 | 21 | 14 | 11 | 69 | 49 | +20 |
|  | 5    | Stockport County  | 76 | 46 | 22 | 10 | 14 | 75 | 51 | +24 |
|  | 6    | Peterborough Utd  | 74 | 46 | 20 | 14 | 12 | 65 | 58 | +7  |
|  | 7    | West Bromwich     | 71 | 46 | 19 | 14 | 13 | 64 | 49 | +15 |
|  | 8    | Bournemouth       | 71 | 46 | 20 | 11 | 15 | 52 | 48 | +4  |
|  | 9    | Fulham            | 70 | 46 | 19 | 13 | 14 | 57 | 53 | +4  |
|  | 10   | Leyton Orient     | 65 | 46 | 18 | 11 | 17 | 62 | 52 | +10 |
|  | 11   | Hartlepool Utd    | 65 | 46 | 18 | 11 | 17 | 57 | 57 | 0   |
|  | 12   | Reading           | 61 | 46 | 16 | 13 | 17 | 59 | 62 | -3  |
|  | 13   | Bolton            | 59 | 46 | 14 | 17 | 15 | 57 | 56 | +1  |
|  | 14   | Hull City         | 59 | 46 | 16 | 11 | 19 | 54 | 54 | 0   |
|  | 15   | Wigan             | 59 | 46 | 15 | 14 | 17 | 58 | 64 | -6  |
|  | 16   | Bradford City     | 58 | 46 | 13 | 19 | 14 | 62 | 61 | +1  |
|  | 17   | Preston N.E.      | 57 | 46 | 15 | 12 | 19 | 61 | 72 | -11 |
|  | 18   | Chester City      | 56 | 46 | 14 | 14 | 18 | 56 | 59 | -3  |
|  | 19   | Swansea City      | 56 | 46 | 14 | 14 | 18 | 55 | 65 | -10 |
|  | 20   | Exeter City       | 53 | 46 | 14 | 11 | 21 | 57 | 80 | -23 |
|  | 21   | Bury              | 51 | 46 | 13 | 12 | 21 | 55 | 74 | -19 |
|  | 22   | Shrewsbury Town   | 47 | 46 | 12 | 11 | 23 | 53 | 68 | -15 |
|  | 23   | Torquay Utd       | 47 | 46 | 13 | 8  | 25 | 42 | 68 | -26 |
|  | 24   | Darlington        | 37 | 46 | 10 | 7  | 29 | 56 | 90 | -34 |

Legenda:
      Promosso in First Division 1992-1993.
  Ammesso ai play-off.
      Retrocesso in Third Division 1992-1993.
Regolamento:
Tre punti a vittoria, uno a pareggio, zero a sconfitta.
In caso di arrivo di due o più squadre a pari punti, la graduatoria verrà stilata secondo i seguenti criteri:
- differenza reti
- maggior numero di gol segnati

## Spareggi

### Play-off

#### Tabellone
|  | Semifinali | Semifinali        | Semifinali | Semifinali | Semifinali |  |  | Finale           | Finale           | Finale |  |
|  |            |                   |            |            |            |  |  |                  |                  |        |  |
|  | 6          | Peterborough Utd  | 2          | 2          | 4          |  |  |                  |                  |        |  |
|  | 3          | Huddersfield Town | 2          | 1          | 3          |  |  | Stockport County | Stockport County | 1      |  |
|  | 5          | Stockport County  | 1          | 1          | 2          |  |  | Peterborough Utd | Peterborough Utd | 2      |  |
|  | 4          | Stoke City        | 0          | 1          | 1          |  |  |                  |                  |        |  |

#### Semifinali
|                     | Risultati |                     | Luogo e data                   |
| ------------------- | --------- | ------------------- | ------------------------------ |
| Stockport County    | 1-0       | Stoke City          | Stockport, 10 maggio 1992      |
| Stoke City          | 1-1       | Stockport County    | Stoke on Trent, 13 maggio 1992 |
|                     |           |                     |                                |
| Peterborough United | 2-2       | Huddersfield Town   | Peterborough, 11 maggio 1992   |
| Huddersfield Town   | 1-2       | Peterborough United | Huddersfield, 14 maggio 1992   |
|                     |           |                     |                                |

#### Finale
|                  | Risultati |                     | Luogo e data                             |
| ---------------- | --------- | ------------------- | ---------------------------------------- |
| Stockport County | 1-2       | Peterborough United | Londra (Wembley Stadium), 24 maggio 1992 |
|                  |           |                     |                                          |